# Dyskografia Pata Boone’a
Dyskografia amerykańskiego piosenkarza i aktora Pata Boone’a (ur. 1934) obejmuje 79 albumów studyjnych, 77 projektów kompilacyjnych, 3 ścieżki dźwiękowe oraz 173 single.
Ponad 25 singli Boone’a znalazło się w pierwszej dwudziestce amerykańskich list przebojów, w tym hity numer jeden: „Ain’t That a Shame” (1955), „I Almost Lost My Mind” (1956), „Don't Forbid Me” (1957), „Love Letters in the Sand” (1957), „April Love” (1957) i „Moody River” (1961). „I'll Be Home” (1956) osiągnął miejsce 1. w Wielkiej Brytanii. Piosenkarz ustanowił rekord magazynu Billboard, spędzając 220 kolejnych tygodni na listach przebojów z jedną lub większą liczbą piosenek tygodniowo.
Boone miał także kilka albumów, które znalazły się na liście 20 najlepszych albumów. Jego najwyżej notowany album to Star Dust (1958), który osiągnął 2. miejsce. Wydał także dwie ścieżki dźwiękowe do filmów muzycznych, w których wystąpił: April Love (1957) i State Fair (1962). Pojawił się także na ścieżce dźwiękowej z 1972 roku pod tytułem Come Together: A Musical Experience in Love. Większość jego płyt z lat pięćdziesiątych i sześćdziesiątych została wydana w wytwórni Dot Records.
Chociaż ostatni singiel Boone’a ukazał się w 1984 roku, przez sześć dekad regularnie wydawał zarówno albumy studyjne, jak i kompilacje, a także kilka albumów wideo. Jego twórczość po latach 60. XX wieku była publikowana w różnych wytwórniach i w coraz większym stopniu skupiała się na muzyce chrześcijańskiej. Godnym uwagi wyjątkiem był jego kontrowersyjny album In a Metal Mood: No More Mr. Nice Guy z 1997 roku, na którym Boone wykonał dobrze znane utwory hardrockowe i heavymetalowe, takie jak „Stairway to Heaven”, „Smoke on the Water” i „Crazy Train” w stylu jazzowo-big bandowym. Osiągnął 125. miejsce na liście albumów Billboard 200, stając się tym samym pierwszym albumem Boone’a, który znalazł się na listach przebojów od 35 lat.
Obecnie piosenkarz nadal występuje publiczne oraz nagrywa nowe utwory. W 2023 roku ukazał się jego najnowszy album kompilacyjny, zawierający dwa nowe utwory studyjne, Country Jubilee.

## Single
| Rok                                                              | Tytuły (Strona A, Strona B) Obie strony z tego samego albumu, chyba że wskazano inaczej                                | Najwyższe pozycje na listach | Najwyższe pozycje na listach | Najwyższe pozycje na listach | Najwyższe pozycje na listach | Najwyższe pozycje na listach | Album                              |
| Rok                                                              | Tytuły (Strona A, Strona B) Obie strony z tego samego albumu, chyba że wskazano inaczej                                | US                           | US AC                        | UK                           | US R&B                       | DE                           | Album                              |
| Lata 50.                                                         | Lata 50. | Lata 50.                     | Lata 50.                     | Lata 50.                     | Lata 50.                     | Lata 50.                     | Lata 50.                           |
| ---------------------------------------------------------------- | --- | ---------------------------- | ---------------------------- | ---------------------------- | ---------------------------- | ---------------------------- | ---------------------------------- |
| 1953                                                             | "Until You Tell Me So" b/w "My Heart Belongs to You"                                                                   | —                            | —                            | —                            | —                            |                              | Utwory spoza albumu                |
| 1954                                                             | "I Need Someone" b/w "Loving You Madly"                                                                                | —                            | —                            | —                            | —                            |                              | Utwory spoza albumu                |
| 1955                                                             | "Two Hearts" b/w "Tra-La-La"                                                                                           | 16                           | —                            | —                            | —                            |                              | Pat Boone                          |
| 1955                                                             | "Ain’t That a Shame" b/w "Tennessee Saturday Night"                                                                    | 1                            | —                            | 7                            | 14                           | —                            | Pat Boone                          |
| 1955                                                             | "At My Front Door (Crazy Little Mama)"                                                                                 | 7                            | —                            | —                            | 12                           |                              | Pat Boone                          |
| 1955                                                             | "No Arms Can Ever Hold You"                                                                                            | 26                           | —                            | —                            | —                            | —                            | Pat Boone                          |
| 1955                                                             | "Gee Whittakers!" b/w "Take the Time"                                                                                  | 19                           | —                            | —                            | —                            | —                            | Pat Boone                          |
| 1956                                                             | "I'll Be Home" / | 4                            | —                            | 1                            | —                            | —                            | Pat Boone                          |
| 1956                                                             | "Tutti Frutti" | 12                           | —                            | —                            | —                            | 5                            | Pat Boone                          |
| 1956                                                             | "Just as Long as I’m with You" /                                                                                       | 76                           | —                            | —                            | —                            |                              | Utwory spoza albumu                |
| 1956                                                             | "Long Tall Sally" | 8                            | —                            | 18                           | —                            |                              | Utwory spoza albumu                |
| 1956                                                             | "I Almost Lost My Mind" /                                                                                              | 1                            | —                            | 14                           | —                            |                              | Pat's Great Hits                   |
| 1956                                                             | "I’m in Love with You"                                                                                                 | 57                           | —                            | —                            | —                            | —                            | Pat's Great Hits                   |
| 1956                                                             | "Friendly Persuasion" /                                                                                                | 5                            | —                            | 3                            | —                            | —                            | Pat's Great Hits                   |
| 1956                                                             | "Chains of Love" | 10                           | —                            | —                            | —                            |                              | Pat's Great Hits                   |
| 1956                                                             | "Don't Forbid Me" / | 1                            | —                            | 2                            | 10                           |                              | Pat's Great Hits                   |
| 1956                                                             | "Anastasia" | 37                           | —                            | —                            | —                            |                              | Pat's Great Hits                   |
| 1957                                                             | "Why Baby Why" / | 5                            | —                            | 17                           | —                            |                              | Pat's Great Hits                   |
| 1957                                                             | "I’m Waiting Just for You"                                                                                             | 27                           | —                            | —                            | —                            | —                            | Pat's Great Hits                   |
| 1957                                                             | "Love Letters in the Sand" /                                                                                           | 1                            | —                            | 2                            | 12                           | 12                           | Pat's Great Hits                   |
| 1957                                                             | "Bernardine" | 14                           | —                            | —                            | —                            | —                            | Pat's Great Hits                   |
| 1957                                                             | "Remember You're Mine" /                                                                                               | 6                            | —                            | 5                            | —                            |                              | Pat's Great Hits                   |
| 1957                                                             | "There’s a Gold Mine in the Sky"                                                                                       | 14                           | —                            | —                            | —                            |                              | Pat's Great Hits                   |
| 1957                                                             | "April Love" / | 1                            | —                            | 7                            | —                            |                              | Pat Boone Sings                    |
| 1957                                                             | "When the Swallows Come Back to Capistrano"                                                                            | 80                           | —                            | —                            | —                            |                              | Pat Boone Sings                    |
| 1958                                                             | "A Wonderful Time Up There" /                                                                                          | 4                            | —                            | 2                            | —                            |                              | Pat Boone Sings                    |
| 1958                                                             | "It's Too Soon to Know"                                                                                                | 4                            | —                            | 7                            | —                            |                              | Pat Boone Sings                    |
| 1958                                                             | "Sugar Moon" / | 5                            | —                            | 6                            | —                            |                              | Pat Boone Sings                    |
| 1958                                                             | "Cherie, I Love You"                                                                                                   | 63                           | —                            | —                            | —                            |                              | Pat Boone Sings                    |
| 1958                                                             | "If Dreams Came True" /                                                                                                | 7                            | —                            | 16                           | —                            |                              | Pat Boone Sings                    |
| 1958                                                             | "That’s How Much I Love You"                                                                                           | 39                           | —                            | —                            | —                            |                              | Pat Boone Sings                    |
| 1958                                                             | "For My Good Fortune" /                                                                                                | 23                           | —                            | —                            | —                            |                              | Pat Boone Sings                    |
| 1958                                                             | "Gee, But It's Lonely"                                                                                                 | 21                           | —                            | 30                           | —                            |                              | Pat Boone Sings                    |
| 1958                                                             | "I’ll Remember Tonight" b/w "The Mardi Gras March"                                                                     | 34                           | —                            | 18                           | —                            |                              | Pat Boone Sings                    |
| 1959                                                             | "With the Wind and the Rain in Your Hair" /                                                                            | 21                           | —                            | 21                           | —                            |                              | Pat Boone's Golden Hits            |
| 1959                                                             | "Good Rockin’ Tonight"                                                                                                 | 49                           | —                            | —                            | —                            |                              | Utwór spoza albumu                 |
| 1959                                                             | "For a Penny" / | 23                           | —                            | 19                           | —                            |                              | Pat Boone's Golden Hits            |
| 1959                                                             | "The Wang Dang Taffy-Apple Tango"                                                                                      | 62                           | —                            | —                            | —                            |                              | Pat Boone's Golden Hits            |
| 1959                                                             | "'Twixt Twelve and Twenty" b/w "Rock Boll Weevil" (utwór spoza albumu)                                                 | 17                           | —                            | 18                           | —                            |                              | Pat Boone's Golden Hits            |
| 1959                                                             | "Fools Hall of Fame" b/w "Brightest Wishing Star"                                                                      | 29                           | —                            | —                            | —                            |                              | Utwory spoza albumu                |
| 1959                                                             | "Beyond the Sunset" b/w "My Faithful Heart" (utwór spoza albumu)                                                       | 71                           | —                            | —                            | —                            |                              | Hymns We Love                      |
| Lata 60.                                                         | |                              |                              |                              |                              |                              |                                    |
| 1960                                                             | "(Welcome) New Lovers" /                                                                                               | 18                           | —                            | —                            | —                            |                              | Pat Boone's Golden Hits            |
| 1960                                                             | "Words" | 94                           | —                            | —                            | —                            |                              | Pat Boone's Golden Hits            |
| 1960                                                             | "Walking the Floor over You" /                                                                                         | 44                           | —                            | 39                           | —                            |                              | Pat Boone's Golden Hits            |
| 1960                                                             | "Spring Rain” | 50                           | —                            | —                            | —                            |                              | Utwory spoza albumu                |
| 1960                                                             | "Candy Sweet" / | 72                           | —                            | —                            | —                            |                              | Utwory spoza albumu                |
| 1960                                                             | "Delia Gone" | 66                           | —                            | —                            | —                            |                              | Pat Boone - 1965                   |
| 1960                                                             | "Dear John" / | 44                           | —                            | —                            | —                            |                              | Pat Boone's Golden Hits            |
| 1960                                                             | "Alabam" | 47                           | —                            | —                            | —                            |                              | Pat Boone's Golden Hits            |
| 1960                                                             | "The Exodus Song (This Land Is Mine)" b/w "There’s a Moon Out Tonight"                                                 | 64                           | —                            | —                            | —                            |                              | Days of Wine and Roses             |
| 1961                                                             | "Moody River" b/w "A Thousand Years"                                                                                   | 1                            | 4                            | 18                           | —                            |                              | Moody River                        |
| 1961                                                             | "Big Cold Wind" b/w "That’s My Desire" (utwór spoza albumu)                                                            | 19                           | 5                            | —                            | —                            |                              | Pat Boone's Golden Hits            |
| 1961                                                             | "Johnny Will" / | 35                           | 10                           | 4                            |                              | 25                           | Pat Boone's Golden Hits            |
| 1961                                                             | "Just Let Me Dream" | 114                          | —                            | —                            | —                            |                              | Utwór spoza albumu                 |
| 1961                                                             | "Pictures in the Fire" /                                                                                               | 77                           | 15                           | —                            | —                            |                              | I'll See You in My Dreams          |
| 1961                                                             | "I'll See You in My Dreams"                                                                                            | 32                           | 9                            | 27                           | —                            |                              | I'll See You in My Dreams          |
| 1962                                                             | "Quando Quando Quando" /                                                                                               | 95                           | —                            | 41                           | —                            |                              | Utwory spoza albumu                |
| 1962                                                             | "Willing and Eager" | 113                          | —                            | —                            | —                            |                              | Utwory spoza albumu                |
| 1962                                                             | "Speedy Gonzales" b/w "The Locket" (utwór spoza albumu)                                                                | 6                            | —                            | 2                            | —                            | 1                            | Pat Boone's Golden Hits            |
| 1962                                                             | "Ten Lonely Guys" / | 45                           | 14                           | —                            | —                            |                              | Utwory spoza albumu                |
| 1962                                                             | "Lover’s Lane" | —                            | —                            | —                            | —                            | 11                           | Utwory spoza albumu                |
| 1962                                                             | "The Main Attraction" b/w "Always You and Me"                                                                          | —                            | —                            | 12                           | —                            |                              | Utwory spoza albumu                |
| 1962                                                             | "White Christmas" b/w "Silent Night"                                                                                   | —                            | —                            | 29                           | —                            |                              | White Christmas                    |
| 1962                                                             | "Mexican Joe" b/w "In the Room" (z albumu Ain’t That a Shame)                                                          | —                            | —                            | —                            | —                            |                              | Utwory spoza albumu                |
| 1963                                                             | "Meditation (Meditação)" /                                                                                             | 91                           | —                            | —                            | —                            |                              | Utwory spoza albumu                |
| 1963                                                             | "The Days of Wine and Roses"                                                                                           | 117                          | —                            | —                            | —                            |                              | Days of Wine and Roses             |
| 1963                                                             | "Tie Me Kangaroo Down Sport" b/w "I Feel Like Crying"                                                                  | —                            | —                            | —                            | —                            |                              | Tie Me Kangaroo Down Sport         |
| 1963                                                             | "Mister Moon" b/w "Love Me" (utwór spoza albumu)                                                                       | —                            | —                            | —                            | —                            |                              | Ain’t That a Shame                 |
| 1963                                                             | "Some Enchanted Evening" b/w "That’s Me"                                                                               | —                            | —                            | —                            | —                            |                              | Utwory spoza albumu                |
| 1964                                                             | "Rosemarie" b/w "I Understand (Just How You Feel)"                                                                     | 129                          | —                            | —                            | —                            |                              | Utwory spoza albumu                |
| 1964                                                             | "Don't You Just Know It" b/w "Sincerely"                                                                               | —                            | —                            | —                            | —                            |                              | Utwory spoza albumu                |
| 1964                                                             | "Beach Girl" / | 72                           | —                            | —                            | —                            |                              | Utwory spoza albumu                |
| 1964                                                             | "Little Honda" | —                            | —                            | —                            | —                            | 47                           | Utwory spoza albumu                |
| 1965                                                             | "Baby Elephant Walk" b/w "Say Goodbye"                                                                                 | —                            | —                            | —                            | —                            |                              | Pat Boone - 1965                   |
| 1965                                                             | "Crazy Arms" b/w "Pearly Shells" (z albumu My 10th Anniversary with Dot Records)                                       | —                            | —                            | —                            | —                            |                              | The Golden Era of Country Hits     |
| 1965                                                             | "Time Marches On" b/w "Mickey Mouse"                                                                                   | —                            | —                            | —                            | —                            |                              | Utwory spoza albumu                |
| 1965                                                             | "I Love You So Much It Hurts" b/w "Meet Me Tonight in Dreamland"                                                       | —                            | —                            | —                            | —                            |                              | Memories                           |
| 1965                                                             | "A Man Alone" b/w "Run to Me, Baby"                                                                                    | —                            | —                            | —                            | —                            |                              | Utwory spoza albumu                |
| 1966                                                             | "Five Miles from Home" b/w "Don't Put Your Feet in the Lemonade" (utwór spoza albumu)                                  | 127                          | —                            | —                            | —                            |                              | Wish You Were Here, Buddy          |
| 1966                                                             | "As Tears Go By" b/w "Judith"                                                                                          | —                            | —                            | —                            | —                            |                              | Great Hits of 1965                 |
| 1966                                                             | "It Seems like Yesterday" b/w "A Well Remembered, Highly Thought of Love Affair" (z albumu I Was Kaiser Bill’s Batman) | —                            | —                            | —                            | —                            |                              | Memories                           |
| 1966                                                             | "Wish You Were Here, Buddy" b/w "Love for Love" (utwór spoza albumu)                                                   | 49                           | 12                           | —                            | —                            |                              | Wish You Were Here, Buddy          |
| 1967                                                             | "Hurry Sundown" b/w "What If They Gave a War and No One Came" (z albumu I Was Kaiser Bill’s Batman)                    | —                            | —                            | —                            | —                            |                              | Utwory spoza albumu                |
| 1967                                                             | "Green Kentucky Hills of Home" b/w "You Mean All the World to Me"                                                      | —                            | —                            | —                            | —                            |                              | Utwory spoza albumu                |
| 1967                                                             | "In the Mirror of Your Mind" b/w "The Swanee Is a River"                                                               | —                            | —                            | —                            | —                            |                              | Utwory spoza albumu                |
| 1967                                                             | "Ride Ride Ride" b/w "By the Time I Get to Phoenix"                                                                    | —                            | —                            | —                            | —                            |                              | Utwory spoza albumu                |
| 1968                                                             | "It's a Happening World" b/w "Emily"                                                                                   | —                            | —                            | —                            | —                            |                              | Utwory spoza albumu                |
| 1968                                                             | "Gonna Find Me a Bluebird" b/w "Deafening Roar of Silence"                                                             | —                            | —                            | —                            | —                            |                              | Look Ahead                         |
| 1968                                                             | "September Blue" b/w "Beyond Our Memory" (utwór spoza albumu)                                                          | —                            | 33                           | —                            | —                            |                              | You've Lost That Lovin' Feelin'    |
| 1969                                                             | "July You’re a Woman" b/w "Break My Mind"                                                                              | 100                          | 23                           | —                            | —                            |                              | Departure                          |
| 1969                                                             | "What's Gnawing at Me" b/w "Never Goin' Back"                                                                          | —                            | —                            | —                            | —                            |                              | Departure                          |
| 1969                                                             | "Good Morning Dear" b/w "You Win Again"                                                                                | —                            | —                            | —                            | —                            |                              | Utwory spoza albumu                |
| Lata 70.                                                         | |                              |                              |                              |                              |                              |                                    |
| 1970                                                             | "Now I’m Saved" b/w "What Are You Doing for the Rest of Your Life"                                                     | —                            | —                            | —                            | —                            |                              | Utwory spoza albumu                |
| 1970                                                             | "Everybody’s Looking For an Answer" b/w "I've Got Confidence"                                                          | —                            | —                            | —                            | —                            |                              | Utwory spoza albumu                |
| 1971                                                             | "C’mon Give a Hand" b/w "Where There’s a Heartache"                                                                    | —                            | —                            | —                            | —                            |                              | Utwory spoza albumu                |
| 1973                                                             | "The Sounds of Christmas" b/w "The Little Green Tree"                                                                  | —                            | —                            | —                            | —                            |                              | Utwory spoza albumu                |
| 1973                                                             | "I Saw the Light" b/w "The Great Speckled Bird"                                                                        | —                            | —                            | —                            | —                            |                              | Utwory spoza albumu                |
| 1973                                                             | "Tying the Pieces Together" b/w "Hayden Carter" (z albumu I Love You More and More Every Day)                          | —                            | —                            | —                            | —                            |                              | Utwory spoza albumu                |
| 1973                                                             | "Golden Rocket" b/w "Everything Begins and Ends With You" (utwór spoza albumu)                                         | —                            | —                            | —                            | —                            |                              | I Love You More and More Every Day |
| 1974                                                             | "Candy Lips" b/w "Young Girl"                                                                                          | —                            | —                            | —                            | —                            |                              | Texas Woman                        |
| 1975                                                             | "Indiana Girl" b/w "Young Girl"                                                                                        | —                            | 36                           | —                            | —                            |                              | Texas Woman                        |
| 1976                                                             | "Glory Train" b/w "U.F.O." (z albumu Something Supernatural)                                                           | —                            | —                            | —                            | —                            |                              | Utwory spoza albumu                |
| 1976                                                             | "Texas Woman" b/w "It's Gone"                                                                                          | —                            | —                            | —                            | —                            |                              | Texas Woman                        |
| 1976                                                             | "Oklahoma Sunshine" b/w "Won't Be Home Tonight"                                                                        | —                            | —                            | —                            | —                            |                              | Texas Woman                        |
| 1976                                                             | "Lovelight Comes a Shining" b/w "Country Days and Country Nights"                                                      | —                            | —                            | —                            | —                            |                              | Texas Woman                        |
| 1977                                                             | "Colorado Country Morning" b/w "Don't Want to Fall Away from You" (z albumu Texas Woman)                               | —                            | —                            | —                            | —                            |                              | The Country Side of Pat Boone      |
| 1977                                                             | "Whatever Happened to the Good Old Honky Tonk" b/w "Ain’t Goin Down in the Ground Before My Time"                      | —                            | —                            | —                            | —                            |                              | The Country Side of Pat Boone      |
| Lata 80.                                                         | |                              |                              |                              |                              |                              |                                    |
| 1980                                                             | "Love’s Got a Way of Hanging On" b/w "The Hostage Prayer"                                                              | —                            | —                            | —                            | —                            |                              | Utwory spoza albumu                |
| 1984                                                             | "Let Me Live" | —                            | —                            | —                            | —                            |                              | What I Believe                     |
| Lata 2000.                                                       | |                              |                              |                              |                              |                              |                                    |
| 2005                                                             | "Faith and Freedom" | —                            | —                            | —                            | —                            | —                            | Utwory spoza albumu                |
| 2015                                                             | "You and I" | —                            | —                            | —                            | —                            | —                            | Utwory spoza albumu                |
| 2021                                                             | "Only Time" | —                            | —                            | —                            | —                            | —                            | Utwory spoza albumu                |
| 2023                                                             | "Jehoshua" | —                            | —                            | —                            | —                            | —                            | Utwory spoza albumu                |
| 2023                                                             | "You and I" (z Crystal Gayle)                                                                                          | —                            | —                            | —                            | —                            | —                            | Country Jubilee                    |
| 2023                                                             | "Grits" | —                            | —                            | —                            | —                            | —                            | Country Jubilee                    |
| 2024                                                             | "My Stupid Tattoo" | —                            | —                            | —                            | —                            | —                            | Utwory spoza albumu                |
| 2024                                                             | "Where Did America Go?"                                                                                                | —                            | —                            | —                            | —                            | —                            | Utwory spoza albumu                |
| "—" oznacza wydania, które nie znalazły się na listach przebojów | |                              |                              |                              |                              |                              |                                    |

Źródła pozycji na listach przebojów: Billboard oraz Dyskografia Pata Boone’a w bazie AllMusic (ang.)

### Single spozaUSA

#### Single w języku niemieckim
| 1962                                                             | "Baby, oh Baby (Don't Forbid Me)" b/w "Komm zu mir, wenn du einsam bist (Love Letters in the Sand)" | 29 |
| 1963                                                             | "Rosmarie" b/w "Ein goldener Stern"                                                                 | 7  |
| 1964                                                             | "Baby Sonnenschein" b/w "Wie eine Lady"                                                             | 25 |
| 1966                                                             | "Mary Lou" / b/w "Nein, Nein, Nein, Valentina (Mai, Mai, Mai Valentina")                            | —  |
| "—" oznacza wydania, które nie znalazły się na listach przebojów | |    |

#### Single w języku włoskim
| 1966                                                             | "Mai, mai, mai Valentina" b/w "E fuori la pioggia cade" | — |
| "—" oznacza wydania, które nie znalazły się na listach przebojów |                                                         |   |

## Albumy

### Albumy studyjne
| Rok                                                             | Tytuł                                                                            | Wytwórnia              | Najwyższe pozycje na listach |
| Rok                                                             | Tytuł                                                                            | Wytwórnia              | US                           |
| Lata 50.                                                        | Lata 50.                                                                         | Lata 50.               | Lata 50.                     |
| --------------------------------------------------------------- | -------------------------------------------------------------------------------- | ---------------------- | ---------------------------- |
| 1956                                                            | Pat Boone                                                                        | Dot Records            | 20                           |
| 1956                                                            | Howdy!                                                                           | Dot Records            | 14                           |
| 1957                                                            | "Pat"                                                                            | Dot Records            | 19                           |
| 1957                                                            | Hymns We Love                                                                    | Dot Records            | 21                           |
| 1957                                                            | Pat Boone Sings Irving Berlin                                                    | Dot Records            | —                            |
| 1958                                                            | Star Dust                                                                        | Dot Records            | 2                            |
| 1958                                                            | Yes Indeed!                                                                      | Dot Records            | 13                           |
| 1959                                                            | Tenderly                                                                         | Dot Records            | —                            |
| 1959                                                            | Side by Side (z Shirley Boone)                                                   | Dot Records            | —                            |
| 1959                                                            | He Leadeth Me                                                                    | Dot Records            | —                            |
| 1959                                                            | White Christmas                                                                  | Dot Records            | 39                           |
| Lata 60.                                                        |                                                                                  |                        |                              |
| 1960                                                            | Moonglow                                                                         | Dot Records            | 26                           |
| 1960                                                            | This and That                                                                    | Dot Records            | —                            |
| 1960                                                            | Great! Great! Great!                                                             | Dot Records            | —                            |
| 1961                                                            | Moody River                                                                      | Dot Records            | 29                           |
| 1961                                                            | My God and I                                                                     | Dot Records            | —                            |
| 1962                                                            | I'll See You in My Dreams                                                        | Dot Records            | —                            |
| 1962                                                            | Pat Boone Reads from the Holy Bible                                              | Dot Records            |                              |
| 1962                                                            | I Love You Truly (z Shirley Boone)                                               | Dot Records            | —                            |
| 1963                                                            | Pat Boone Sings Guess Who?                                                       | Dot Records            | —                            |
| 1963                                                            | Pat Boone Sings Days of Wine and Roses and Other Movie Themes                    | Dot Records            | —                            |
| 1963                                                            | The Star Spangled Banner                                                         | Dot Records            | —                            |
| 1963                                                            | Tie Me Kangaroo Down Sport                                                       | Dot Records            | —                            |
| 1964                                                            | Sing Along Without Pat Boone!                                                    | Dot Records            | —                            |
| 1964                                                            | The Touch of Your Lips                                                           | Dot Records            | —                            |
| 1964                                                            | Ain’t That a Shame                                                               | Dot Records            | —                            |
| 1964                                                            | The Lord's Prayer and Other Great Hymns                                          | Dot Records            | —                            |
| 1964                                                            | Boss Beat!                                                                       | Dot Records            | —                            |
| 1964                                                            | Near You                                                                         | Dot Records            | —                            |
| 1965                                                            | Blest Be the Tie That Binds                                                      | Dot Records            | —                            |
| 1965                                                            | The Golden Era of Country Hits                                                   | Dot Records            | —                            |
| 1965                                                            | My 10th Anniversary with Dot Records                                             | Dot Records            | —                            |
| 1965                                                            | Pat Boone Sings Winners of the Reader’s Digest Poll                              | Dot Records            | —                            |
| 1966                                                            | Great Hits of 1965                                                               | Dot Records            | —                            |
| 1966                                                            | Memories                                                                         | Dot Records            | —                            |
| 1966                                                            | Wish You Were Here, Buddy                                                        | Dot Records            | —                            |
| 1966                                                            | Christmas Is A Comin'                                                            | Dot Records            | —                            |
| 1967                                                            | How Great Thou Art                                                               | Dot Records            | —                            |
| 1967                                                            | I Was Kaiser Bill’s Batman with Pat Boone Whistling Plus Nine Vocal Performances | Dot Records            | —                            |
| 1968                                                            | Look Ahead                                                                       | Dot Records            | —                            |
| 1969                                                            | Departure                                                                        | Tetragrammaton Records | —                            |
| Lata 70.                                                        |                                                                                  |                        |                              |
| 1970                                                            | Songs for Jesus Folk                                                             | Supreme Records        | —                            |
| 1972                                                            | In the Holy Land                                                                 | Lamb & Lion Records    | —                            |
| 1972                                                            | The New Songs of the Jesus People                                                | Lamb & Lion Records    | —                            |
| 1973                                                            | All in the Boone Family                                                          | Lamb & Lion Records    | —                            |
| 1973                                                            | Born Again                                                                       | Lamb & Lion Records    | —                            |
| 1973                                                            | Family Who Prays                                                                 | Lamb & Lion Records    | —                            |
| 1973                                                            | Pat Boone S-A-V-E-D                                                              | Lamb & Lion Records    | —                            |
| 1973                                                            | I Love You More and More Each Day                                                | MGM Records            | —                            |
| 1973                                                            | Pat Boone with the First Nashville Jesus Band                                    | Lamb & Lion Records    | —                            |
| 1973                                                            | Thank You Dear Lord                                                              | Lamb & Lion Records    | —                            |
| 1974                                                            | The Pat Boone Family                                                             | Word Records           | —                            |
| 1974                                                            | Songs from the Inner Court                                                       | Lamb & Lion Records    | —                            |
| 1975                                                            | Something Supernatural                                                           | Lamb & Lion Records    | —                            |
| 1976                                                            | Texas Woman                                                                      | Motown Records         | —                            |
| 1977                                                            | The Country Side of Pat Boone                                                    | Motown Records         | —                            |
| 1977                                                            | Miracle Merry-Go-Round                                                           | Lamb & Lion Records    | —                            |
| 1979                                                            | Just the Way I Am                                                                | Lamb & Lion Records    | —                            |
| Lata 80.                                                        |                                                                                  |                        |                              |
| 1981                                                            | Songmaker                                                                        | Lamb & Lion Records    | —                            |
| 1982                                                            | A Pocketful of Hope                                                              | Thistle Records        | —                            |
| 1984                                                            | Pat Boone Sings Golden Hymns                                                     | Lamb & Lion Records    | —                            |
| Lata 90.                                                        |                                                                                  |                        |                              |
| 1994                                                            | I Remember Red: A Tribute to Red Foley                                           | Delta Records          | —                            |
| 1994                                                            | The Pat Boone Family Christmas                                                   | Delta Records          | —                            |
| 1997                                                            | In a Metal Mood: No More Mr. Nice Guy                                            | Hip-O Records          | 125                          |
| 1999                                                            | Echoes of Mercy                                                                  | Word Records           | —                            |
| Lata 2000.                                                      |                                                                                  |                        |                              |
| 2000                                                            | The Miracle of Christmas                                                         | Delta Records          | —                            |
| 2002                                                            | American Glory                                                                   | The Gold Label         | —                            |
| 2005                                                            | Nearer My God to Thee                                                            | Curb Records           | —                            |
| 2005                                                            | Glory Train: The Lost Sessions                                                   | The Gold Label         | —                            |
| 2005                                                            | Dream of Ireland                                                                 | The Gold Label         | —                            |
| 2006                                                            | Hopeless Romantic                                                                | The Gold Label         | —                            |
| 2006                                                            | We Are Family: R&B Classics                                                      | The Gold Label         | 86                           |
| 2006                                                            | Ready to Rock                                                                    | The Gold Label         | —                            |
| 2006                                                            | In A Symphonic Mood                                                              | The Gold Label         | —                            |
| 2007                                                            | The True Spirit of Christmas                                                     | The Gold Label         | —                            |
| 2010                                                            | Near                                                                             | The Gold Label         | —                            |
| 2014                                                            | Legacy                                                                           | The Gold Label         | —                            |
| 2015                                                            | Pat Boone's Favourite Bible Stories & Sing-Along Songs                           | Lamb & Lion Records    | —                            |
| "—" oznacza albumy, które nie znalazły się na listach przebojów |                                                                                  |                        |                              |

### Albumy kompilacyjne
- Pat’s Great Hits (1957)
- Pat Boone Sings (1959)
- Pat's Great Hits, Vol. 2 (1960)
- Pat Boone's Golden Hits Featuring Speedy Gonzales (1962)
- The Gold Collection (1964)
- Golden Hits – 15 Hits of Pat Boone (1967)
- Best of Pat Boone (1982)
- The Best of Pat Boone (1982)
- Jivin' Pat (1986)
- All the Hits (1986)
- Love Letters (1987)
- Greatest Hits (1990)
- The Best of Pat Boone: April Love (1990)
- Pat Boone's Greatest Hits (1993)
- Love Letters in the Sand (1993)
- Pat Boone (1994)
- More Greatest Hits (1994)
- Remember (1994)
- Greatest Hits (1995)
- Greatest Hymns (1995)
- His Greatest Hits (1995)
- The Best of Pat Boone (1996)
- Pat Boone (1997)
- Fifties: Complete (1997)
- EP Collection (1997)
- My God is Real: The Inspirational Collection (1998)
- The Best of Pat Boone (1998)
- Hymns We Love (1999)
- Golden Treasury of Hymns (1999)
- My Greatest Songs (1999)
- Love Letters in the Sand (2000)
- At His Best: Love Letters in the Sand (2000)
- I Believe In Music (2000)
- The Very Best of Pat Boone (2000)
- 20th Century Masters - The Millennium Collection: The Best of Pat Boone (2000)
- Best of the Best (2000)
- Blast from the Past: Pat Boone (2001)
- Greatest Hits & Favorite Hymns (2001)
- Pat's 40 Big Ones (2001)
- On the Sentimental Side (2002)
- Best Selection (2002)
- Pat Boone Best Selection (2002)
- The Ultimate Collection (2002)
- Ultimate Legends: Pat Boone (2003)
- The Singles+ (2003)
- Pat Boone (2003)
- Greatest Contemporary Christian Songs (2004)
- Greatest Love Songs (2004)
- Greatest Rock N' Roll Songs (2004)
- Greatest Hits (2004)
- Christmas with Pat Boone (2004)
- I'll Be Home for Christmas (2004)
- Remember You're Mine (2005)
- Platinum Collection (2005)
- Best of Pat Boone (2006)
- The Sixties (1960–1962) (2006)
- Kid in the White Buckskin Shoes! (2006)
- Golden Treasury of Hyms (2006)
- Love Letters In the Sand (2006)
- Encore of Golden Hits (2007)
- Gee Whittakers (2008)
- Sweet Hour of Prayer (2008)
- Rock N Roll Legends (2008)
- Ain’t That a Shame (2008)
- Pat's Great Hits (2008)
- Pledging My Love (2008)
- Pat Boone Rocks (2009)
- My God Is Real (2009)
- Spotlight on Pat Boone (2009)
- Christmas Songs (2010)
- Duets (2015)
- Greatest Hits (2017)
- Greatest Hits Live (2019)
- Old-Fashioned Christmas (2019)
- I’ll Be Home for Christmas: The Lost 1958 Christmas Album (2020)
- Anthology: The Definitive Collection (Remastered) (2020)
- The Gold Collection (Deluxe Version with Commentary) (2020)
- Country Jubilee (2023)

### Ścieżki dźwiękowe
- April Love (1957)
- State Fair (1962)
- Come Together: A Musical Experience in Love (1972)